# Përparim Hetemaj
Përparim Hetemaj (ur. 12 grudnia 1986 w Srbicy) – fiński piłkarz pochodzenia kosowskiego, występujący na pozycji pomocnika w fińskim klubie HJK. Jest bratem Mehmeta.

## Kariera klubowa
Hetemaj urodził się w Jugosławii, ale w 1992 roku emigrował z rodziną do Finlandii. W 1993 roku rozpoczął tam treningi w klubie HJK Helsinki. W 2004 roku został włączony do drużyny Klubi-04, będącej rezerwami HJK. W 2005 roku Hetemaj awansował do pierwszej drużyny HJK. W Veikkausliidze zadebiutował 28 kwietnia 2005 w wygranym 2:0 meczu z TP-47. 30 lipca 2005 roku w wygranym 7:0 spotkaniu z RoPS zdobył dwie bramki, które były jego pierwszymi w trakcie gry w Veikkausliidze. W tym samym roku wywalczył z zespołem wicemistrzostwo Finlandii. W 2006 roku zdobył z HJK Puchar Finlandii, a także wywalczył wicemistrzostwo Finlandii.
W tym samym roku odszedł do greckiego AEK Ateny. W greckiej ekstraklasie pierwszy mecz zaliczył 9 września 2006 przeciwko Halkidonie (1:1). Od stycznia 2008 do czerwca 2008 grał na wypożyczeniu w Apollonie Kalamaria.
W sierpniu 2009 roku Hetemaj trafił do holenderskiego FC Twente jako część rozliczenia za transfer Youssoufa Hersiego do AEK-u. W Twente spędził pół roku. W tym czasie nie rozegrał tam żadnego spotkania.
W styczniu 2010 roku został graczem włoskiej Brescii. W Serie B zadebiutował 5 lutego 2010 w zremisowanym 1:1 pojedynku z Torino FC. Również w 2010 roku Hetemaj awansował z zespołem do Serie A.

## Kariera reprezentacyjna
W reprezentacji Finlandii Hetemaj zadebiutował 4 lutego 2009 w przegranym 1:5 towarzyskim meczu z Japonią.